# Ludovic Orban
Ludovic Orban (* 25. května 1963 Brašov) je rumunský politik, vůdce Národně liberální strany a inženýr. Mezi roky 2019–2020 zastával úřad premiéra Rumunska, když vedl vládu menšinového charakteru. V letech 2007–2008 byl ministrem dopravy.
Narodil se v Brašově. Jeho otec byl Maďar a matka Rumunka. Po ukončení střední školy v roce 1982 studoval konstrukční techniku průmyslových strojů na Brašovské univerzitě. V roce 1993 ukončil postgraduální studium politologie v Bukurešti. S manželkou Mihaelou Orbanovou má jednoho syna. Jeho starší bratr Leonard Orban byl v letech 2007–2010 členem Evropské komise.